# Meir Lahav
Meir Lahav (hebräisch מאיר להב, geb. 1936 in Sofia) ist ein israelischer Chemiker und Materialwissenschaftler und emeritierter Professor am Weizmann-Institut für Wissenschaften.
Lahav emigrierte 1948 nach Israel. Er studierte an der Hebräischen Universität Jerusalem, wo er 1962 einen Master in Polymerchemie erwarb. Bei Gerhard Schmidt am Weizmann-Institut für Wissenschaften erwarb er 1967 einen Ph.D. in Festkörperchemie. Als Postdoktorand arbeitete Lahav unter anderem bei Paul Doughty Bartlett an der Harvard University, bevor er 1971 nach Israel zurückkehrte. Seit 1985 hatte er eine ordentliche Professur am Weizmann-Institut inne.
Lahav befasste sich in einer jahrelangen Kooperation mit Leslie Leiserowitz damit, wie sich Kristallbildung und Kristallwachstum durch gezielte Verunreinigungen (useful impurities) beeinflussen lassen und mit der direkten Bestimmung des Chiralitätssinns von Molekülen. Er untersuchte Kristallisations- und Grenzflächenphänomene wie die Packung amphiphiler Moleküle an der Phasengrenze und die Grundlagen für heterogene Katalyse. Er bemühte sich um das Verständnis von Biomembranen und entwarf selbstorganisierende Langmuir-Blodgett-Schichten (siehe selbstorganisierende Monoschicht), untersuchte Reaktionswege durch asymmetrische Transformationen in chirale und zentrosymmetrische Kristalle, Gast-Wirt-Wechselwirkungen in organischen Festkörpern, die Korrelation makroskopischer Phänomene mit molekularer Chiralität, sowie stereochemische und regiospezifische Photoreaktionen innerhalb organischer Festkörper.
Lahav erhielt 1984 den Centenary Prize der Royal Society of Chemistry, 1987 die Prelog-Medaille, 2002 den Gregori-Aminoff-Preis, 2006 die Chirality Medal und 2016 den Israel-Preis. Für 2018 wurde ihm der EMET-Preis für exakte Wissenschaften zugesprochen. 2021 erhielt er gemeinsam mit Leslie Leiserowitz den Wolf-Preis in Chemie. Seit 1997 ist er Mitglied der Leopoldina.
Meir Lahav ist verheiratet und hat drei Kinder.